# Mozzagrogna
Mozzagrogna é uma comuna italiana da região dos Abruzos, província de Chieti, com cerca de 2.055 habitantes. Estende-se por uma área de 13 km², tendo uma densidade populacional de 158 hab/km². Faz fronteira com Fossacesia, Lanciano, Paglieta, Santa Maria Imbaro.

## Demografia
| Variação demográfica do município entre 1861 e 2011                               |
|                                                                                   |
| Fonte: Istituto Nazionale di Statistica (ISTAT) - Elaboração gráfica da Wikipedia |